# 奧尼先基 (波爾塔瓦區)
49°35′12″N 33°54′5″E / 49.58667°N 33.90139°E
奧尼先基（羅馬化：Onyshchenky）是烏克蘭中部波爾塔瓦州波爾塔瓦區雷舍蒂利夫卡市鎮內的村莊。該村距離帕嫩基2.5公里，海拔高度87米，2001年該村落人口249。